# Armonía Somers
Armonía Liropeya Etchepare Locino (Pando, 7 de octubre de 1914-Montevideo, 1 de marzo de 1994), más conocida como Armonía Somers, fue una escritora uruguaya. Junto a la escritora Cristina Peri Rossi, es una de las cuentistas contemporáneas más importantes de Uruguay a partir de la década de 1950.
En varios de sus trabajos se puede observar una mirada transgresora, visión que comparte con otras literatas como la chilena María Luisa Bombal o la brasileña Clarice Lispector. Armonía Somers incursionó en temas generalmente inéditos para su época adscritos al «realismo tenso y exasperado» que incluyó elementos dicotómicos entre lo marginal y privilegiado con acercamientos al postmodernismo y feminismo. Adicionalmente, es incluida junto a Silvina Ocampo, Luisa Mercedes Levinson, Gloria Alcorta, Griselda Gambaro, Luisa Valenzuela, Amalia Jamilis, Elena Garro o Cristina Peri Rossi, dentro de aquellas escritoras que abordan lo «insólito-absurdo-extraño».

## Biografía

### Nota previa
Acerca de los exactos datos de la vida de esta autora se han forjado varias leyendas. Ella misma, en vida suya, contribuyó a crearlas y divulgarlas. Así, por ejemplo, se encontrarán distintas fechas para su nacimiento en diversas historias de la literatura y enciclopedias, que van desde el año 1914 hasta el de 1930. Asimismo, el seudónimo elegido por ella, "Armonía Somers", se debe, por un lado, a un deseo —comprensible en el marco de la sociedad puritana de entonces— de velar, al menos en un principio, la identidad verdadera de quien en 1950 publicó una novela erótica, La mujer desnuda. Por esto, muchos la atribuían a un autor hombre o bien a un grupo de escritores vanguardistas. Todavía en 1976 se hablaba del "hondo misterio que la envuelve como una segunda piel" (Fressia/García Rey: 21) y en 1986 Miguel Ángel Campodónico escribe de "esa Armonía Somers que se ha ocultado obsesivamente a la mirada indiscreta de los demás" (Homenaje: 46). Parece que casi siempre trató de evitar que se le tomaran fotos. No fue hasta poco antes de su muerte que la autora permitió a algunas personas consultar los documentos oficiales; según éstos, Álvaro J. Risso pudo configurar su cronología ("Un retrato para Armonía: cronología y bibliografía", en Cosse, 1990).

### Vida
Armonía Etchepare nace en Pando, una ciudad del interior del Uruguay,situada a unos treinta kilómetros del centro de Montevideo y que hoy se considera parte de su zona metropolitana.Fue la  hija mayor de un comerciante anarquista y anticlerical, librepensador, Pedro Etchepare, y una madre muy católica, María Judith Locino. Se la acepta en la escuela privada de un maestro español, don Lucas, como única de su sexo. En la biblioteca de su padre encuentra a autores decisivos para ella más tarde, como Piotr Kropotkin, Giacomo Leopardi, Charles Darwin, Dante Alighieri, Edmund Spenser y otros. En 1927, Armonía termina sus estudios primarios y se inscribe en la Escuela Normal en Montevideo, lo cual en aquel entonces era la única posibilidad para una mujer de adquirir algún diploma superior.
Termina sus estudios en 1933 y comienza su carrera como maestra y pedagoga. Enseña en distintas escuelas y así va conociendo los problemas de diversos ambientes sociales. Estas experiencias la influyen para que en sus publicaciones como pedagoga se haya dedicado a problemas como la criminalidad juvenil (La antisocialidad juvenil en el Uruguay, 1958). Otras publicaciones de este tipo son, por ejemplo, Educación de la adolescencia (Premio Consejo Departamental de Montevideo 1957, Premio Universidad de la República), El adolescente de novela y su valor de testimonio y Ann Sullivan Macy, la forja en noche plena. En 1950 se la manda como delegada oficial de la Biblioteca y Museo Pedagógico del Uruguay al Seminario Interamericano de enseñanza primaria a la Organización de los Estados Americanos (OEA) y de la UNESCO.
En 1960 es invitada por el gobierno de Francia para trasladarse a dicho país a fin de estudiar la organización y el funcionamiento de los centros de reeducación e instituciones penitenciarias; recibe una invitación especial de la Secretaría del Segundo Congreso de las Naciones Unidas para la Prevención del Crimen y el Tratamiento de los Delincuentes, realizado en Londres. En 1961 es invitada por el Servicio de Intercambio Académico de la República Federal de Alemania en Bonn (DAAD) para visitar dicho país para realizar estudios de su especialidad. En 1962 representa a Montevideo en el "Seminar on Education for Development and Social Progress at United Nations"; es nombrada directora de la Biblioteca y Museo Pedagógico del Uruguay. De 1962 a 1971 es directora del Centro Nacional de Documentación Educacional. Recibe becas de la UNESCO para realizar estudios sobre documentación pedagógica en París, Dijon, Ginebra y Madrid, en 1964. Es editora de Boletín Informativo de la Biblioteca y Museo Pedagógicos, de Documentum, Anales y Enciclopedia de Educación, de 1967 a 1971. (cf. Picón Garfield: 31).
En 1971, a la edad de 57 años, se retira de sus funciones oficiales y desde entonces se concentra en sus actividades de escritora. Quizá debido a la incompatibilidad de una vida muy activa en su carrera profesional y sus ambiciones literarias, su obra crece despacio, con largas pausas y períodos de silencio, uno entre 1953 y 1963, otro y entre 1969 y 1979. Después de su debut "escandaloso" con la novela corta erótica La mujer desnuda, en 1950, siguen los cuentos de El derrumbamiento en 1953; cuando lleva el manuscrito a la imprenta, llega a conocer allí al director de ésta, Rodolfo Henestrosa, con quien se casará dos años después. A pesar del segundo escándalo que suscita el cuento que da título al tomo, se le otorga el Primer Premio Narrativa del Ministerio de Instrucción Pública en 1953. Pero críticos tan respetables como Emir Rodríguez Monegal o Mario Benedetti, en aquel período marcado por el realismo social y el criollismo, que consideran irrelevante esa especie de literatura fantástica o hermética, le encuentran muchos 'defectos' a la obra, que hoy en día se podrían interpretar más bien como síntomas de una escritura femenina, no jerárquica. Diez años después, cuando habían cambiado los parámetros de la literatura, Benedetti observa: "ahora sí es posible comprobar que los cuentos de aquel libro de 1953, aunque no totalmente realizados como la literatura que pretendían ser, no se inscribían en una pose literaria sino en una auténtica angustia metafísica." (Benedetti: "Armonía Somers y el carácter obsceno del mundo", en: Mario Benedetti: Literatura uruguaya del siglo XX, Montevideo: Alfa, 1969, 2.ª edición, pág. 207)
En 1965, fecha en la que sale su segunda novela De miedo en miedo, inaugura "Somersville", su casa en el balneario Pinamar, un "diminuto castillo" que se planta "como un milagro" a 30 km de Montevideo (Couste: 52). Cuando no se encuentra allí, vive en el Palacio Salvo, en el piso 16 de un rascacielos en Montevideo. En 1969, Armonía Somers publica otra novela corta, Un retrato para Dickens, por el que se le otorga el Premio Intendencia Municipal de Montevideo. Pero hacia finales de aquel año enferma gravemente de una dolencia rara, el quilotórax, de lenta y dolorosa recuperación. De esta experiencia nace, en un largo proceso de elaboración creativa, entre 1972 a 1975, su novela monumental Sólo los elefantes encuentran mandrágora (1986). Primero no la quiere entregar a la imprenta, porque desea que sea su legado literario después de su muerte. También el comienzo de la Dictadura Militar, en 1973, desempeña cierto papel para postergar la publicación de la novela, cuyo título iba a ser "Quilotórax en Montevideo", alusión a la situación precaria de la cultura y los escritores, muchos de los cuales tuvieron que exiliarse en aquel período.
En los años 1970 comienza la recepción literaria internacional de la obra de Armonía Somers, que muchas veces se asocia con la del Conde de Lautréamont. Siguen varias traducciones al inglés, al francés y al alemán, y en 1978 Somers publica un tomo de cuentos bajo el título de Muerte por alacrán que contiene algunos textos nuevos, además de otros reeditados. Esta colección le vale críticas muy positivas; Mario Benedetti dice por ejemplo: "Muerte por alacrán, administra su dosis de terror con un ritmo y una precisión notables; es un título que no podrá faltar en ninguna antología del cuento uruguayo." (Benedetti: op.cit. 208). Ángel Rama incluso observa: "el horror sin fisuras de 'Muerte por alacrán'... alcanza una tensión voluntaria del espanto y la crueldad que el propio Quiroga no fuera capaz de sostener con similar aspereza" (Rama: "La fascinación del horror. La insólita literatura de Somers", en: Marcha, Montevideo, no. 1188 (27 de dic.), p. 30).
En 1982 su esposo, Rodolfo Henestrosa, le hace una suerte de 'regalo de despedida' ya que, dos días antes de morir, por Navidad, le entrega una edición de 300 ejemplares del librito Tríptico Darwiniano. Un encuentro con un joven quien llora, en el Día de la Madre, ante una tumba en el cementerio, da motivo para la redacción de Viaje al corazón del día, una historia de amor romántico-histórica cuya trama se desarrolla en la época de la Guerra Franco-Prusiana en 1870. En 1986 la Intendencia de Montevideo le otorga el Primer Premio del Concurso Literario Municipal por el libro Sólo los elefantes encuentran mandrágora y recibe el Premio anual de Literatura que concede el Ministerio de Educación y Cultura de Uruguay por su libro Viaje al corazón del día. También se le organiza un gran homenaje en la Biblioteca Nacional de Montevideo —será uno de los últimos eventos en que se le ve en público—. En 1988 se le invita a la XIV Exposición Feria Internacional del Libro de Buenos Aires, donde participa junto con otros autores (José Donoso, Arturo Uslar Pietri, Jorge Amado, etc.) en un foro con el título de "La novela en las puertas del siglo XXI". En el mismo año se publica la antología La rebelión de la flor, seleccionada por la misma autora; en ella, Armonía Somers también relata algo sobre el trasfondo 'real' de algunos de sus cuentos. En 1994, a la edad de casi 80 años, muere en Montevideo y sus restos descansan en el cementerio británico. Su legado póstumo será el tomo El Hacedor de girasoles, homenaje a Jorge Luis Borges, Hieronymus Bosch, Virginia Woolf y Vincent Van Gogh. En él, la autora escribe: "Alguna madrugada me habré levantado —de día imposible— a decirles me voy pero me quedo. No dejen de quererme. Eso es lo que importa."

## Obra
Si se toma en cuenta el esquema generacional, Armonía Somers, por su fecha de nacimiento, pertenecería a la llamada Generación del 45 de la literatura uruguaya. Sin embargo, se le puede considerar, como escribe García Rey (p. 101), "como una de esas excepciones que niegan o justifican el valor último de este criterio que, con tanto ahínco, se cuestiona hoy [...] al pasar revista a ese ser generacional —a sus temas, sus predilecciones, sus problemas— encontramos algo más que divergencias; hay, en verdad, un desentendimiento casi completo en relación a las obsesiones que tipifican la obra de esta escritora y aquellas por las que se inclina el resto del grupo." Algunos la consideran, por esto, como el "lobo estepario de la generación del 45" (cf. Campodónico: "Homenaje a Armonía Somers", p.45). Por esto, en Cien autores del Uruguay se dice que Armonía Somers se adelantó a la generación a la que pertenecería por nacimiento y, por su orientación artística, tiene más en común con la siguiente "Generación de la Crisis". Algunos la clasifican, junto con Juan Carlos Onetti, dentro de lo que Ángel Rama llamaría la "literatura imaginativa" que rompió con los moldes de la literatura realista. Hay una larga discusión sobre si la obra de Somers pertenece a la literatura fantástica o no; en todo caso, la atmósfera macabra de sus textos impregnados de violencia y erotismo, así como su estructura fragmentaria y los elementos intertextuales que contienen, hacen que la lectura de sus novelas y cuentos no sea fácil. Su escritura es innovadora, subversiva e irreverente, pero al mismo tiempo contiene elementos arquetípicos y alegóricos, alusiones a la Biblia y elementos oníricos y surrealistas.
Fue galardonada con el Premio Candelabro de Oro otorgado por la B'nai B'rith Uruguay.

### Novelas
- La mujer desnuda. Montevideo 1950
- De miedo en miedo. Montevideo 1965
- Un retrato para Dickens. Montevideo 1969
- Viaje al corazón del día. Elegía por un secreto amor. 1986
- Sólo los elefantes encuentran mandrágora. Buenos Aires 1986

### Cuentos
- El derrumbamiento. Montevideo, 1953
- La calle del viento Norte y otros cuentos, Editorial Arca, Montevideo, 1963
- Todos los cuentos 1953-1967, Editorial Arca, Montevideo, 1967 (2 tomos)
- Muerte por alacrán, Buenos Aires, 1978
- Tríptico darwiniano, Montevideo, 1982
- La rebelión de la flor, Linardi y Risso, Montevideo, 1988
- El hacedor de girasoles, Montevideo, 1994.

### Libros
- Cosse, Rómulo. (ed.): Armonía Somers, papeles críticos. Montevideo: Librería Linardi y Risso, 1990¨
- Dalmagro, María Cristina. "Desde los umbrales de la memoria. Ficción autobiográfica en Armonía Somers". Montevideo: Biblioteca Nacional, 2009.
- Kantaris, Elia Geoffrey: The Subversive Psyche: Contemporary Women's Narrative from Argentina and Uruguay. Oxford: Oxford University Press, 1996. ISBN 9780198159025. Incluye capítulo sobre Sólo los elefantes encuentran mandrágora (en inglés).
- Pfeiffer, Erna: Territorium Frau: Körpererfahrung als Erkenntnisprozess in Texten zeitgenössischer lateinamerikanischer Autorinnen. Frankfurt: Vervuert, 1998. ISBN 3-89354-098-9 (en alemán)
- Rodríguez-Villamil, Ana María: Elementos fantásticos en la narrativa de Armonía Somers, Montevideo: Ediciones de la Banda Oriental. 1990

### Artículos (por orden cronológico)
- Rama, Ángel: "La insólita literatura de Somers: La fascinación del horror", en: Marcha 1118 (1963)
- Fressia, A./García Rey, José Manuel: "Maldición y Exorcismo. Veintiuna preguntas a Armonía Somers", en: Sintaxis 2 (1976), pp. 21-28
- Picon Garfield, Evelyn: "'Yo soplo desde el páramo'. La muerte en los cuentos de Armonía Somers", en: Texto Crítico 3, 6 (1977), pp. 113-125
- García Rey, José Manuel: "Armonía Somers: sondeo intuitivo y visceral del mundo", en: Cuadernos Hispanoamericanos 415 (1985), pp. 101-104
- Picón Garfield, Evelyn: "Armonía Somers", en: Picón Garfield: Women’s Voices from Latin America. Interviews with Six Contemporary Authors. Detroit 1985, pp. 29-51
- Campodónico, Miguel Ángel: "Homenaje a Armonía Somers", en: Revista de la Biblioteca Nacional (Montevideo) 24 (1986), pp. 45-61
- Araújo, Helena (1989), "Armonía Somers. El derrumbamiento", en: Araújo, La Scherezada Criolla. Ensayos sobre Escritura Femenina Latinoamericana. Bogotá: Universidad Nacional de Colombia, pp. 75-81
- Varderi, Alejandro (1991), "Armonía Somers: De la mujer y del amor, lo grotesco", en: Monographic Review/Revista Monografica (Odessa, TX), no. 7, pp. 227-35
- Agosín, Marjorie (1992), "La mujer desnuda o el viaje decapitado: Un texto de Armonía Somers", en: Revista Interamericana de Bibliografía (Washington), vol. 42, n.º 4, pp. 585-589.
- Biron, R.E.: "Armonia Somers 'El despojo': Masculine Subjectivity and Fantasies of Domination", en: Latin American Literary Review 21,42 (1993), pp. 7-20.
- Zanetti, Susana: "La dorada garra de la lectura en 'Sólo los elefantes encuentran mandrágora' de Armonía Somers", en: Lateinamerika-Studien: Culturas del Río de la Plata (1973-1995). Frankfurt, 1995, vol. 36, pp. 453-464
- Pérez de Medina, Elena: "Sobre Armonía Somers", en: Noé Jitrik (ed.): Atípicos en la literatura latinoamericana, Buenos Aires, Oficina de Publicaciones, Ciclo Básico Común, 1997, pp. 27-35
- Zanetti, Susana: "Literatura y enfermedad en 'Sólo los elefantes encuentran mandrágora' de Armonía Somers", en: Noé Jitrik (ed.): Atípicos en la literatura latinoamericana. Buenos Aires, Oficina de Publicaciones, Ciclo Básico Común, 1997 pp. 47-56
- Olivera-Williams, María Rosa: "Entre el y ella: J. C. Onetti y Armonía Somers desde sus cuentos", en: Revista de crítica literaria latinoamericana. Lima 1997, Año 23, n.º 46, pp. 211-224
- Mailhe, Alejandra M.: "El cuerpo como espacio de subversión fantástica en 'Solo los elefantes encuentran mandrágora' de Armonía Somers", en: Mora: revista del Instituto Interdisciplinario de Estudios de Género. Buenos Aires, 2000, n.º 6, pp. 120-126
- Dalmagro, M. Cristina.(2000). Un Oliver Twist uruguayo en Un retrato para Dickens, de Armonía Somers. En: Annais. VII congreso ABRALIC. (Asociación Brasilera de Literatura Comparada). “Terras e gentes”. Salvador, Bahía, Brasil. 25-28 junio. Inscripcao estadual 06.265.133.4.
- Dalmagro, M. Cristina.(2000). Somers, Peri Rossi y Porzecanski: mirada de mujer y post-	golpe uruguayo. En: Relatos del Sur. Córdoba: Argentina, Editorial Comunicarte, 1999.9-31. Publicado en versión abreviada en: Crisis, Apocalipsis y utopías. Fines de siglo en la literatura latinoamericana. Actas XXXII Congreso IILI (Pittsburg). Chile: Instituto de Letras, Pontificia Universidad Católica de Chile, 2000. 69-75.
- Dalmagro, M. Cristina.(2001). Ficción literaria, modernidad y siglo XX. Lecturas críticas (Onetti y Somers), En: Universum. N.º 16. Universidad de Talca, Chile 45-55. ISSN 0716-498X.
- Dalmagro, M. Cristina.(2001). Las apuestas identitarias de Armonía Somers/Etchepare. En: Actas de Jalla99. Cusco. Jornadas Andinas de Literatura Latinoamericana. Cusco, Perú. Lima, PE: Cronolibros, 153-159.  (con referato)
- Dalmagro, M. Cristina.(2002). Las huellas del Apocalipsis en Un retrato para Dickens, de Armonía Somers. Estudio comparativo. En: Bitácora. Año 5, n.º 10, Revista de la Facultad de Lenguas. Universidad Nacional de Córdoba. 225-235.
- Dalmagro, M. Cristina.(2003).Un retrato para Dickens, de Armonía Somers: una mirada crítica sobre la condición humana. En: Dossier sobre Armonía Somers Orbis Tertius. Revista de Teoría y Crítica literaria La Plata, Facultad de Humanidades, Universidad de La Plata, Ediciones al margen, 161-177. ISSN 0328-8188.
- Dalmagro, M. Cristina.(2003). Armonía Somers: bibliografía. En: Dossier sobre Armonía Somers.Orbis Tertius. Revista de Teoría y Crítica literaria. La Plata, Facultad de Humanidades, Universidad de La Plata,  Ediciones al margen, 177-186. ISBN 0328-8188.
- Dalmagro, M. Cristina.(2003). Sujeto femenino en el campo intelectual uruguayo. Armonía Somers y su tensa ambigüedad. Discurso social y construcción de identidades: mujer y género. Córdoba: Ediciones del Programa de Discurso Social, Centro de Estudios Avanzados, Universidad Nacional de Córdoba, Argentina, 2003. 205-213.
- Dalmagro, M. Cristina.(2003). Mujeres en el campo intelectual uruguayo. Armonía Somers: entre la transgresión y el seudónimo. En: Universum. N.º 17. Universidad de Talca. Chile. junio 53-65. ISBN 0716-498X.
- Dalmagro, M. Cristina.(2003). Jaque a Darwin: mirada irónica y crítica a  la modernidad en Tríptico Darwiniano (1982) de Armonía Somers. En: Escribas. Escuela de Letras. Facultad de Filosofía y Humanidades. UNC. N.º 2, junio, 87-99. ISSN 1666-0404.
- Dalmagro, M. Cristina.(2003). Somers y el 60: ¿una articulación posible? En: Hermes Criollo. (Revista de crítica y de teoría literaria y cultural. Año 2, N.º 5, abril-julio. Montevideo, Edic. La Gotera; 56-62. ISSN 1510-4842.
- Dalmagro, M. Cristina.(2003). Balance de una escritura diferente. Armonía Somers y el cruce de su escritura literaria y pedagógica. En: Ruiz Barrionuevo y otros (eds.), La literatura iberoamericana en el 2000. Balances, perspectivas y prospectivas. Ediciones Universidad de Salamanca / Pittsburg: marzo (2003) [en CD].
- Dalmagro, M. Cristina.(2005-2006). Al folletín, con respeto. Solo los elefantes encuentran mandrágora de Armonía Somers. Revista Estudios Universidad Simón Bolívar, Venezuela, 13-14: 26-27 (2005-2006): 315-341. ISSN 0798-958X.
- Dalmagro, M. Cristina. (2005). The reversal of Innocence: Somers, Dickens, and a “Shared Oliver”. En: Dickens Studies Annual. Essays on Victorian Fiction. Volume 36. New York, CUNY University Press. 319-331. ISNN 0084-9812; ISBN 0-404-18936-9.
- Dalmagro, M. Cristina. (2005). Presencia del anarquismo en Solo los elefantes encuentran mandrágora de Armonía Somers (Uruguay) y El hijo de Bakunín de Sergio Atzeni (Italia). En: Espacio, memoria e identidad. Configuraciones de la literatura comparada. Vol. II. Córdoba: Editorial Comunicarte, 634-645.
- Dalmagro, M. Cristina.(2005). El revés de la inocencia: Somers, Dickens y un Oliver compartido. En:Vegh, Beatriz (coord). Charles Dickens en América Latina. Reflexiones desde Montevideo. Montevideo: Linardi y Risso, 2005. 161-179.
- Dalmagro, M. Cristina.(2005). Armonía Somers/Etchepare: su tensa ambigüedad. En: La palabra entre nosotras. 1° Encuentro de literatura uruguaya de mujeres. Montevideo: Ediciones de la Banda Oriental, 47-61.

¿Montoro Martínez, Noelia: "La mujer desnuda: metamorfosis por decapitación', en: Anales de Literatura Hispanoamericana 34 (2005), pp. 217-234.
- Dalmagro, M. Cristina. (2007). Entramados textuales: El manuscrito de una madre de Pérez Escrich y su presencia en Solo los elefantes encuentran mandrágora, de Armonía Somers. En: Lecturas comparadas: espacios textuales y perspectivas utópicas. Buenos Aires, Ed. BMPress.263-269. ISBN 978-987-21426-8-1.
- Dalmagro, M. Cristina.(2007). Construcción del yo en las entrevistas de Armonía Somers. CELEHIS. Centro de investigaciones en Literatura Latinoamericana. Universidad de Mar del Plata. (CD rom) ISBN 987-544-200-3.
- Dalmagro, M. Cristina. (2010). Literatura, medicina y ficción autobiográfica. Boletín de Literatura comparada. XXXV. Actas Tomo II. VIII Jornadas Nacionales de Literatura Comparada. Univ. Nac. de Cuyo. Facultad de Filosofía y Letras. Centro de Literatura Comparada: 53-64. ISSN 0325-3775.
- Dalmagro, M. Cristina. (2012). Memorias X Jornadas Andinas de Literatura Latinoamericana. Título: “Hospedar, resguardar y compartir la memoria: el caso de escritores latinoamericanos”. Cali,  Colombia: Universidad del Valle, agosto, 1562-1574.
- Dalmagro, M. Cristina. (2012). Entre ‘velos’ y ‘desveladas’. De León Pinelo (1641) a La mujer desnuda, de Armonía Somers (1950). En: Estar en el presente. Literatura y nación desde el Bicentenario. Edición a cargo de Enrique E. Cortez- Gwen Kirkpatrick (eds.). Centro de Estudios Literarios Antonio Cornejo Polar / Latinoamericana Editores, Lima/Berkeley, 2012, 513 pp. ISBN 9780964079588.
- Dalmagro, M. Cristina. (2012). Investigación científica, literatura y reflexión cultural: el caso “Kinsey Report. En:Tejidos rizomáticos: interconexiones entre la literatura, las humanidades y las ciencias”. Revista de Culturas y Literaturas Comparadas, Vol.3 (2011) 67-79.ISBN 978-950-33-0978-0
- Dalmagro, M. Cristina. (2012). Hospedar, resguardar y compartir la memoria: la correspondencia Armonía Somers/Ángel Rama https://web.archive.org/web/20130302041829/http://195.220.222.11/AVLA/fr/hospedar-resguardar-y-compartir/ Archivos virtuales latinoamericanos. AVLA. CRLA, Universidad de Poitiers.
- Dalmagro, M. Cristina. (2012). Fondo Armonía Somers: el cruce del océano y el resguardo de la memoria. Revista Escritural. Escrituras de América Latina. Archivos virtuales latino-americanos, n.º 5, marzo de 2012 -ISSN 2102-5797.
- Dalmagro, M. Cristina.(2012). Agosto. Hospedar, resguardar y compartir la memoria: el caso de los archivos de escritores latinoamericanos. Actas de Jornadas Andinas de Literatura Latinoamericana. Cali, Colombia (en CD), 1562-1575. Número ISBN 978-958-765-011-2 (publicado con modificaciones en Cuadernos de Literatura, año 2014)
- Dalmagro, M. Cristina. (2012). Fondo "Armonía Somers" en CRLA-ARCHIVOS: inicio de un recorrido. Congreso ALFAL y V Jorn. Investigación en Filología Hispánica. UNLa Plata, marzo de 2012. ISSN 2344- 9071- http://jornadasfilologiaylinguistica.fahce.unlp.edu.ar/v-jornadas/v-jornadas/presentacion-v-jornadas-2012
- Dalmagro, M. Cristina. (2013). Los derroteros de la escritura, el resguardo de la memoria y el imaginario latinoamericano. Análisis de un caso y sus proyecciones. En: Eduardo Huarag Álvarez (coord.); Montes y Terrones (eds.). América diversa. Literatura y Memoria. Pontificia Universidad Católica de Perú/Instituto Riva Agüero, 203-212. ISBN 978-9972-832-60-4

http://repositorio.pucp.edu.pe/index/bitstream/handle/123456789/26382/AmericaDiversa2.pdf
- Dalmagro, M. Cristina. (2013). Uruguay, un cuento de Somers y un remoto sabor a Wolf. En: Virginia Wolf en América Latina. Reflexiones desde Montevideo. Montevideo: Universidad de la República-Librería Linardi y Risso. Serie Montevideana n.º 7, 117-129. ISBN 978-9974-675-75-5.
- Dalmagro, M. Cristina. (2014). “Hospedar, resguardar y compartir la memoria: el caso de los archivos de escritores latinoamericanos”. Cuadernos de literatura Vol. XVI i I n.º36 • julio-diciembre 2014, ISSN 0122-8102, págs. 253-266. http://revistas.javeriana.edu.co/index.php/cualit/issue/view/783
- Dalmagro, M. Cristina. (2014). Archivos Digitales. Armonía Somers. “Presentación” y “Catálogo”. CRLA-ARCHIVOS, Universidad de Poitiers, Francia. http://www.mshs.univ-poitiers.fr/crla/contenidos/AV/Sumario.html
- Dalmagro, M. Cristina. (2014). Producción y difusión literaria: archivos de escritores latinoamericanos. Homenaje a Armonía Somers, en el centenario de su nacimiento. Heredia, Costa Rica. https://web.archive.org/web/20160622064111/http://www.jallacostarica2014.una.ac.cr/index.php/repository/Memoria-electr%C3%B3nica/Teor%C3%ADa-y-cr%C3%ADtica-literaria-cultural
- Dalmagro, M. Cristina. (2015). “La autoficción como espacio de re-construcción de la memoria”. Revista RECIAL N.º 7 (6) http://revistas.unc.edu.ar/index.php/recial/issue/view/1101, págs. 1-22. ISSN 1853-4112

RECIAL| Revista del Ciffyh Área Letras | Centro de Investigaciones - Facultad de Filosofía y Humanidades - Universidad Nacional de Córdoba - Argentina
- Dalmagro, M. Cristina. (2016). Presentación y coordinación. Dossier “Armonía Somers en Poitiers”. Revista 2108-2863.  N.º 9, junio de 2016. ISSN 2108-2863

http://www.mshs.univ-poitiers.fr/crla/contenidos/ESCRITURAL/ESCRITURAL9/ESCRITURAL_9_SITIO/TABLE/Table_7.html
http://www.mshs.univ-poitiers.fr/crla/contenidos/ESCRITURAL/ESCRITURAL9/ESCRITURAL_9_SITIO/PAGES/B01_Dalmagro.html
- Dalmagro, M. Cristina. (2016). Armonía Somers: “La mujer de arena”. Un texto inédito y el traspaso de la frontera entre la realidad y la ficción. Tenso@Diagonal, n.º 1, abril de 2016, Montevideo, Uruguay, pp.222-233. http://www.tensodiagonal.org/  ISSN 2393-6754.
- Dalmagro, M. Cristina.(2017) La otra ciudad: un borrador inédito de guion teatral de Armonía Somers. En: Configuraciones del desvío. Estudios sobre lo fantástico en la literatura latinoamericana. 1.ª ed. Paolini, Claudio, Marcelo Damonte y Virginia Frade, editores. Montevideo: Tenso Diagonal Ediciones, 167-190. ISBN 978-9974-91-716-3.
- Dalmagro, M. Cristina. (2018).El archivo de una escritora latinoamericana: tensiones y dinamismo. En: Dora Beatriz Neumann (ed.). Encuentro Textual. Ensayos sobre literaturas y lenguas. Tomo 1. Comodoro Rivadavia: Universitaria de la Patagonia- EDUPA, Instituto de investigaciones Lingüísticas y Literarias de la Patagonia (ILLPAT), 2018, 215-231. ISBN 978-987-1937-97-4.
- Dalmagro, M. Cristina. (2019) La escritura de Armonía Somers. Pulsión y riesgo. (coord.). (a cargo de la Introducción y un capítulo). Sevilla: Colecciones Escritores del Cono Sur. Editorial Universidad de Sevilla. ISBN 978-84-472-2830-0. 201 ps.
- Dalmagro, M. Cristina. (2019) Un guion inédito, la caméra-stylo y la apropiación crítica desde la otra orilla del Atlántico. En: Dalmagro, M. C. (coord.). La escritura de Armonía Somers. Pulsión y riesgo. (coord.)Sevilla: Colecciones Escritores del Cono Sur. N.º 8- Editorial Universidad de Sevilla, 183-20. ISBN 978-84-472-2830-0.

### Monografías
- Calafell, Nùria: Armonía Somers. Por una ética de lo excéntrico. Vigo: Editorial Academia del Hispanismo, 2010. ISBN 978-84-96915-87-9